# وحشت ۱۹۰۷

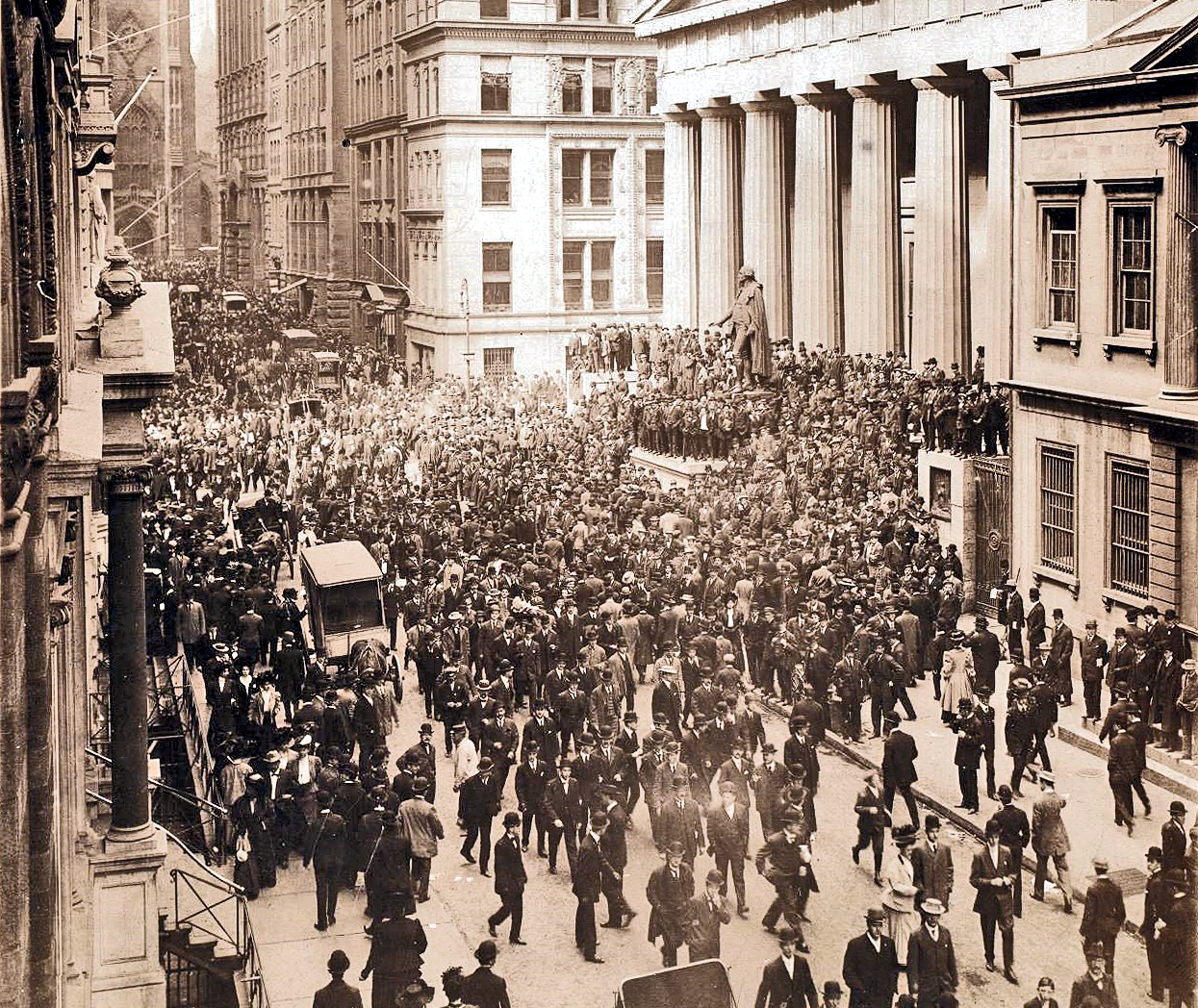
وال استریت در حین وحشت بانکی، اکتبر ۱۹۰۷.

وحشت سال ۱۹۰۷ - که به عنوان وحشتِ بانکداران ۱۹۰۷ یا بحران نیکِربُکِر نیز از آن یاد می‌شود - یک بحران مالی در ایالات متحده بود که طی یک دورهٔ سه هفته‌ای از اواسط ماه اکتبر به وقوع پیوست. در این زمان بورس اوراق بهادار نیویورک ۵۰٪ از ارزشش را نسبت به اوج خود در سال گذشته‌ از دست داد. هراس رخ داده به این خاطر که این اتفاق در دورهٔ رکود اقتصادی بود و مردم به بانک‌ها و شرکت‌های تراست هجوم بردند. وحشت ۱۹۰۷ در نهایت در سراسر کشور، وقتی که بسیاری از بانک‌ها و شرکت‌های دولتی و محلی ورشکسته شدند، گسترش یافت. علل اصلی این امر، استرداد نقدینگی بازار توسط تعدادی از بانک‌های شهر نیویورک و از بین رفتن اطمینان میان سپرده گذاران بود، که بواسطهٔ شرط‌بندی‌های غیرمجاز تشدید شد. این وحشت ناشی از تلاش ناکام شرکت متحده مس در اکتبر ۱۹۰۷ بود تا بازار سهام را قبضه کند. هنگامی که این پیشنهاد ناکام شد، بانک‌هایی که پول خود را برای این طرح قرض داده بودند، متحمل خروج سپرده‌گذاران شدند که این امر بعداً متوجه بانک‌ها و تراست‌های وابسته نیز شد که یک هفته بعد به سقوط شرکت نیکربکر (Knickerbocker Trust Company) - سومین تراست بزرگ شهر نیویورک - منجر شد. فروپاشی این شرکت نیویورک ترس در سراسر تراست در شهرستان گسترش به عنوان بانک‌های منطقه ای عقب‌نشینی ذخایر از بانک شهر نیویورک است. وحشت در سراسر کشور گسترش یافت، زیرا تعداد زیادی از مردم سپرده‌ها را از بانک‌های منطقه ای خود بیرون کشیدند. یک سال بعد سناتور نلسون دبلیو. آلدریچ، جمهوری‌خواهی پیشرو، کمیسیونی را تاسیس و ریاست آن را بر عهده گرفت تا این بحران را بررسی و راه‌حلهای آتی را پیش‌بینی کند، که نهایتا منجر به خلق سیستم فدرال رزرو شد. 

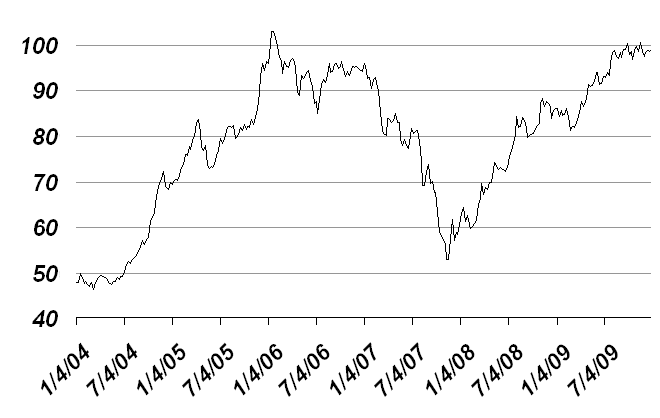
میانگین صنعتی صنعتی داو جونز ۱۹۰۴–۱۹۱۰. مینیمم ۵۳ در تاریخ ۱۵ نوامبر سال ۱۹۰۷ ثبت شد.